# Community Shield 2020
La Community Shield 2020 fue la XCVIII edición de la Community Shield. La disputaron el Liverpool como ganador de la Premier League 2019-20 y el Arsenal como campeón de la FA Cup 2019-20.

## Participantes
| Liverpool |  | Bandera de Merseyside   |  | Campeón de la Premier League (2019-20) |
| Arsenal   |  | Bandera de Gran Londres |  | Campeón de la FA Cup (2019-20)         |

## Lugar
El Estadio de Wembley fue sede de la final de la Supercopa en la edición XCVIII. Lo será ininterrumpidamente desde 2013, siendo la final número 40 de recibir en su historia. El estadio alberga los partidos de la Selección de fútbol de Inglaterra.

## Partido

### Alineaciones
| 1          | POR        | Alisson Becker      |     |
| 76         | DEF        | Neco Williams       | 59' |
| 12         | DEF        | Joe Gomez           |     |
| 4          | DEF        | Virgil van Dijk     |     |
| 26         | DEF        | Andrew Robertson    |     |
| 7          | MED        | James Milner        | 59' |
| 3          | MED        | Fabinho             |     |
| 5          | MED        | Georginio Wijnaldum | 92' |
| 11         | DEL        | Mohamed Salah       |     |
| 9          | DEL        | Roberto Firmino     | 83' |
| 10         | DEL        | Sadio Mané          |     |
| Entrenador | Entrenador | Jürgen Klopp        |     |

| 26         | POR        | Emiliano Martínez         |     |
| 16         | DEF        | Rob Holding               |     |
| 23         | DEF        | David Luiz                |     |
| 3          | DEF        | Kieran Tierney            | 83' |
| 2          | DEF        | Héctor Bellerín           | 58' |
| 25         | MED        | Mohamed Elneny            |     |
| 34         | MED        | Granit Xhaka              |     |
| 15         | MED        | Ainsley Maitland-Niles    | 61' |
| 7          | DEL        | Bukayo Saka               | 82' |
| 30         | DEL        | Eddie Nketiah             | 82' |
| 14         | DEL        | Pierre-Emerick Aubameyang |     |
| Entrenador | Entrenador | Mikel Arteta              |     |

| 8  | MED | Naby Keita      | 59' |
| 17 | MED | Curtis Jones    | 83' |
| 18 | DEL | Takumi Minamino | 59' |
| 24 | MED | Rhian Brewster  | 92' |

| 17 | DEF | Cédric Soares  | 56' |
| 31 | DEF | Sead Kolašinac | 83' |
| 28 | MED | Joe Willock    | 82' |
| 24 | DEL | Reiss Nelson   | 82' |

| Anotado | 73' | Takumi Minamino | 1–1 |

| Anotado | 12' | Pierre-Emerick Aubameyang | 0–1 |

| Amonestado | 57' | James Milner |

| Acierto de penal | Mohamed Salah   |  |
| Acierto de penal | Fabinho         |  |
| Fallo de penal   | Rhian Brewster  |  |
| Acierto de penal | Takumi Minamino |  |
| Acierto de penal | Curtis Jones    |  |

| Acierto de penal | Reiss Nelson              |  |
| Acierto de penal | Ainsley Maitland-Niles    |  |
| Acierto de penal | Cédric Soares             |  |
| Acierto de penal | David Luiz                |  |
| Acierto de penal | Pierre-Emerick Aubameyang |  |

| Árbitro             | Andre Marriner |
| Árbitros asistentes | Mark Scholes   |
| Árbitros asistentes | Marc Perry     |
| Cuarto árbitro      | Andrew Madley  |

| 1          | POR        | Alisson Becker      |     |
| 76         | DEF        | Neco Williams       | 59' |
| 12         | DEF        | Joe Gomez           |     |
| 4          | DEF        | Virgil van Dijk     |     |
| 26         | DEF        | Andrew Robertson    |     |
| 7          | MED        | James Milner        | 59' |
| 3          | MED        | Fabinho             |     |
| 5          | MED        | Georginio Wijnaldum | 92' |
| 11         | DEL        | Mohamed Salah       |     |
| 9          | DEL        | Roberto Firmino     | 83' |
| 10         | DEL        | Sadio Mané          |     |
| Entrenador | Entrenador | Jürgen Klopp        |     |

| 26         | POR        | Emiliano Martínez         |     |
| 16         | DEF        | Rob Holding               |     |
| 23         | DEF        | David Luiz                |     |
| 3          | DEF        | Kieran Tierney            | 83' |
| 2          | DEF        | Héctor Bellerín           | 58' |
| 25         | MED        | Mohamed Elneny            |     |
| 34         | MED        | Granit Xhaka              |     |
| 15         | MED        | Ainsley Maitland-Niles    | 61' |
| 7          | DEL        | Bukayo Saka               | 82' |
| 30         | DEL        | Eddie Nketiah             | 82' |
| 14         | DEL        | Pierre-Emerick Aubameyang |     |
| Entrenador | Entrenador | Mikel Arteta              |     |

| 8  | MED | Naby Keita      | 59' |
| 17 | MED | Curtis Jones    | 83' |
| 18 | DEL | Takumi Minamino | 59' |
| 24 | MED | Rhian Brewster  | 92' |

| 17 | DEF | Cédric Soares  | 56' |
| 31 | DEF | Sead Kolašinac | 83' |
| 28 | MED | Joe Willock    | 82' |
| 24 | DEL | Reiss Nelson   | 82' |

| Anotado | 73' | Takumi Minamino | 1–1 |

| Anotado | 12' | Pierre-Emerick Aubameyang | 0–1 |

| Amonestado | 57' | James Milner |

| Acierto de penal | Mohamed Salah   |  |
| Acierto de penal | Fabinho         |  |
| Fallo de penal   | Rhian Brewster  |  |
| Acierto de penal | Takumi Minamino |  |
| Acierto de penal | Curtis Jones    |  |

| Acierto de penal | Reiss Nelson              |  |
| Acierto de penal | Ainsley Maitland-Niles    |  |
| Acierto de penal | Cédric Soares             |  |
| Acierto de penal | David Luiz                |  |
| Acierto de penal | Pierre-Emerick Aubameyang |  |

| Árbitro             | Andre Marriner |
| Árbitros asistentes | Mark Scholes   |
| Árbitros asistentes | Marc Perry     |
| Cuarto árbitro      | Andrew Madley  |

| Campeón Community Shield 2020 |
| ----------------------------- |
| Arsenal 16° título            |